# Alberto Balsa
El Pbro. Alberto Balsa (Ciudad Autónoma de Buenos Aires, 12 de junio de 1936 - 25 de enero de 2017) fue director del Centro Televisivo Arquidiocesano. Se desempeñó como Secretario Ejecutivo de la Comisión Episcopal para los Medios de Comunicación Social entre los años 1987 y 1993. Durante su gestión se logró que la Iglesia en la Argentina pudiera contar con emisoras propias de radio y televisión. En su función de director de la Comisión Arquidiocesana de Liturgia acompañó la ejecución de la reforma litúrgica, colaborando en la traducción al castellano, del ritual de Bautismo y del Matrimonio.

## Biografía
Alberto Balsa nació en la Ciudad Buenos Aires el 12 de junio de 1936. Sus estudios primarios los realizó en colegios de gestión estatal, como aprendiz de electricista telefónico. Estudió y trabajó en la empresa de Teléfonos del Estado. En 1955, un año difícil para la Iglesia argentina, Balsa ingresó al Seminario Arquidiocesano de Buenos Aires donde se formó para ejercer el ministerio sacerdotal.

### Vida Parroquial
El Padre Alberto Balsa nació el 12 de junio de 1936.  Fue ordenado sacerdote el 21 de diciembre de 1963. 
Tras su ordenación presbiteral fue vicario parroquial durante 5 años en Santa Magdalena Sofía Barat, en el barrio porteño de Agronomía, donde anteriormente, durante 7 años, había colaborado como seminarista. Posteriormente, y por un año, fue vicario en San Pablo Apóstol, en el barrio de Colegiales, hasta que fue designado administrador parroquial en Nuestra Señora del Carmen, en la isla Martín García, cargo que ocupó hasta 1977. Ese mismo año el arzobispo de Buenos Aires, cardenal Juan Carlos Aramburu, lo designó primer Párroco de la recientemente creada parroquia San Ildefonso, en el barrio de Palermo, donde permaneció durante más de tres décadas y en 2011, al cumplir 75 años de edad, ofreció su renuncia de acuerdo a lo que propone el Código de Derecho Canónico. 

### Director Arquidiocesano de Liturgia
De 1969 a 1991 fue Director Arquidiocesano de Liturgia. Simultáneamente asumió la responsabilidad de las transmisiones dominicales de la misa, por canal 7 que desde tiempo atrás las celebraba el presbítero Roberto Berg y anteriormente el presbítero Alfredo Trusso. En su función de Director, acompañó la ejecución de la reforma litúrgica, colaborando personalmente en la traducción al castellano, del ritual de Bautismo y del Matrimonio. 
Escribió artículos sobre liturgia en las revistas “Criterio” y “Liturgia”. Dictó semanas de pastoral litúrgica en la arquidiócesis de Buenos Aires y disertó en más de 50 diócesis del país, en encuentros destinados al clero, a religiosas y laicos. Participó en seminarios organizados por el Departamento de Liturgia del Celam en Colombia y Venezuela y acompañó a monseñor Desiderio Collino por dos trienios en la Comisión Episcopal de Liturgia en la realización de 14 seminarios regionales del Cono Sur, destinados a promover la reforma litúrgica. 
Sus actividades como liturgista las acompañó impulsando acciones en los medios de comunicación social que lo llevaron a distintos encuentros en los Estados Unidos y en Europa en búsqueda de experiencias y subsidios para los emprendimientos comunicacionales que se avecinaban y permitirían desarrollar medios de comunicación propios de la Iglesia.
Con un gran respaldo del cardenal Aramburu y de organismos eclesiales internacionales instaló una productora de televisión de la Iglesia de Buenos Aires (el Centro Televisivo Arquidiocesano), que permitiría ofrecer programas “envasados” para canales de televisión y agentes de pastoral.

### Su trabajo en medios
En 1969 se le confió la responsabilidad de las transmisiones dominicales de la misa televisada por canal 7, la televisión pública de la Argentina, la cual aún llega por televisión a miles de hogares argentinos. La Liga de Madres de Familia, una de las instituciones femeninas más grandes del país, le concedió al Pbro. Balsa el premio Santa Clara de Asís por la realización de un ciclo de entrevistas pastorales que se emitían por este mismo canal. 
Durante años actuó como guía o locutor en la transmisión televisiva y radial de los tedeums patrios celebrados en la catedral, en actos eclesiales, como el Congreso Eucarístico Nacional de Salta, el Congreso Mariano de Mendoza, las celebraciones porteñas del Corpus Christi; desde Luján, varias peregrinaciones juveniles y otras, como cuando fue sepultado allí el cardenal Pironio.
Desde 1977 hasta 1990 fue asesor eclesiástico, ad honorem, del Canal 13, donde grababa los cierres de programación junto con pastores evangélicos y un rabino, haciendo otro tanto en los canales 9 y 11; realizó más de 500 emisiones de estos microprogramas.
Se desempeñó como Secretario Ejecutivo de la Comisión Episcopal para los Medios de Comunicación Social entre los años 1987 y 1993. Durante su gestión se logró que la Iglesia en la Argentina pudiera contar con emisoras propias de radio y televisión. 
En 1982 y en 1987 formó parte de la organización de las visitas de Juan Pablo II a la Argentina como responsable de las transmisiones televisivas y radiales del acontecimiento. En varias ocasiones intervino como coordinador y locutor de transmisiones televisivas en Buenos Aires y desde el Vaticano, en ocasión de canonizaciones y beatificaciones, como también con motivo de Navidad, Pascua y otros acontecimientos de relieve mundial o religioso del país 
En 1997 fue nombrado presidente de la Comisión para los Medios de comunicación social del arzobispado.

### Centro Televisivo Arquidiocesano
En 1986, con el respaldo del Cardenal Aramburu, Arzobispo de Buenos Aires, y de otros organismos eclesiales e internacionales instaló el Centro Televisivo Arquidiocesano, una productora de televisión de la Iglesia de Buenos Aires, que permitiría ofrecer programas “envasados” para canales de televisión y agentes de pastoral.
En el año 2005 asumió como Director General del Canal 21 del Arzobispado de Buenos Aires, cargo que desempeñó por tres años.
Continuó en su cargo como Director del Centro Televisivo Arquidiocesano y responsable de la misa dominical que se emite en 5 horarios diferentes por televisión y por radio, y continuó grabando microprogramas para Canal 21 y participando en diferentes transmisiones de eventos litúrgicos internacionales, hasta su fallecimiento el 25 de enero de 2017.